# قرقف أزرق
قرقف أزرق (الاسم العلمي: Cyanistes) هو جنس من الطيور ينتمي إلى الفصيلة القرقفية (الاسم العلمي: Paridae). كان الجنس يعتبر في وقت من الأوقات جُنيس من طائر القرقف (الاسم العلمي: Parus).
يحتوي الجنس على ثلاثة أنواع:
- قرقف أزرق أوراسي، Cyanistes caeruleus
- قرقف أزرق شمال أفريقي، Cyanistes teneriffae
- قرقف لازوردي، Cyanistes cyanus
  - قرقف أصفر الصدر، Cyanistes cyanus flavipectus